# Wilfrid M. Cline
Wilfrid Mantin Cline (* 3. September 1903 in Los Angeles; † 9. April 1976 in Orange County, Kalifornien) war ein US-amerikanischer Kameramann.

## Leben
Wilfrid M. Cline, häufig auch als Wilfred Cline gelistet, war ab 1928 zunächst bei Universal Pictures als Kameramann tätig. In den 1930er Jahren arbeitete er auch für MGM, Paramount Pictures und Warner Brothers. Spezialisiert auf Technicolor, kam er als technischer Berater auch bei Filmklassikern wie Robin Hood, König der Vagabunden (1938) und Vom Winde verweht (1939) zum Einsatz. Für den Film Aloma, die Tochter der Südsee (1941) erhielt er 1942 zusammen mit seinen Kollegen Karl Struss und William E. Snyder eine Nominierung für den Oscar in der Kategorie Beste Kamera, unterlag jedoch Ray Rennahan und Ernest Palmer mit König der Toreros (1941). 
Ab Ende der 1940er Jahre setzte er eine Reihe von Filmen mit Doris Day in Szene, darunter Ein tolles Gefühl (1949), Das Wiegenlied vom Broadway (1951) und Schwere Colts in zarter Hand (1953). Vielfach drehte er Western wie Delmer Daves’ Der letzte Wagen (1956) mit Richard Widmark in der Hauptrolle. Ab 1954 wirkte Cline auch bei einigen Fernsehproduktionen mit, ehe er sich 1971 ins Privatleben zurückzog. Er starb 1976 im Alter von 72 Jahren in Orange County. Sein Grab befindet sich im Pacific View Memorial Park in Corona del Mar.

## Filmografie (Auswahl)
- 1929: Tarzan der Tiger (Tarzan the Tiger)
- 1930: Die Indianer kommen (The Indians Are Coming)
- 1936: Der Garten Allahs (The Garden of Allah)
- 1937: Denen ist nichts heilig (Nothing Sacred)
- 1938: Toms Abenteuer (The Adventures of Tom Sawyer)
- 1938: Robin Hood, König der Vagabunden (The Adventures of Robin Hood)
- 1938: Überfall auf die Arctic Queen (Heart of the North)
- 1938: Swingtime in the Movies (Kurzfilm)
- 1941: Aloma, die Tochter der Südsee (Aloma of the South Seas)
- 1942: Helden der Lüfte (Captains of the Clouds)
- 1942: A Ship Is Born (Dokumentarkurzfilm)
- 1943: Happy Go Lucky
- 1947: Mexikanische Nächte (Fiesta)
- 1948: One Sunday Afternoon
- 1949: Mein Traum bist Du (My Dream Is Yours)
- 1949: Ein tolles Gefühl (It’s a Great Feeling)
- 1949: Sturm über dem Pazifik (Task Force)
- 1949: The Story of Seabiscuit
- 1950: The Daughter of Rosie O’Grady
- 1950: Das Geheimnis der schwarzen Bande (Colt.45)
- 1950: Bezaubernde Frau (Tea for Two)
- 1951: Ein Fremder kam nach Arizona (Sugarfoot)
- 1951: Das Wiegenlied vom Broadway (The Lullaby of Broadway)
- 1951: Überfall am Raton-Paß (Raton Pass)
- 1951: Painting the Clouds with Sunshine
- 1952: Die schwarzen Reiter von Dakota (Bugles in the Afternoon)
- 1952: April in Paris
- 1953: Heiratet Marjorie? (By the Light of the Silvery Moon)
- 1953: Schwere Colts in zarter Hand (Calamity Jane)
- 1954: Die siebente Nacht (The Command)
- 1954: Das blonde Glück (Lucky Me)
- 1955: Rächer in Schwarz (Ten Wanted Men)
- 1955: Der Teufel im Sattel (Tall Man Riding)
- 1955: Das gibt es nur in Kansas (The Second Greatest Sex)
- 1955: Zwischen zwei Feuern (The Indian Fighter)
- 1956: Glory
- 1956: Der Held von Texas (The First Texan)
- 1956: Der letzte Wagen (The Last Wagon)
- 1957: In letzter Minute (Hidden Fear)
- 1957: Dino – der Bandit (Dino)
- 1957: Der große Fremde (The Tall Stranger)
- 1957: Junges Glück im April (April Love)
- 1958: Schieß zurück, Cowboy (From Hell to Texas)
- 1958: Blaue Nächte (Mardi Gras)
- 1959: Auf heißer Fährte (Face of a Fugitive)
- 1959: Die Nacht der unheimlichen Bestien (The Killer Shrews)
- 1959: Schrei, wenn der Tingler kommt (The Tingler)
- 1959: Kampf ohne Gnade (Cast a Long Shadow)
- 1959: Schlacht im Korallenmeer (Battle of the Coral Sea)
- 1960: Tate (TV-Serie, 13 Folgen)
- 1960–1961: Stagecoach West (TV-Serie, 33 Folgen)
- 1961–1962: Kein Fall für FBI (The Detectives) (TV-Serie, 29 Folgen)
- 1962–1963: Saints and Sinners (TV-Serie, 15 Folgen)
- 1962/1963: Heute Abend Dick Powell (The Dick Powell Show) (TV-Serie, zwei Folgen)
- 1965–1969: Big Valley (The Big Valley) (TV-Serie, 77 Folgen)
- 1969–1970: Das ist meine Welt (My World and Welcome to It) (TV-Serie, 25 Folgen)
- 1974: Barney Miller (TV-Serie, eine Folge)

## Auszeichnungen
- 1942: Oscar-Nominierung in der Kategorie Beste Kamera zusammen mit Karl Struss und William E. Snyder für Aloma, die Tochter der Südsee
- 1970: Emmy-Nominierung für herausragende technische Leistungen zusammen mit Howard A. Anderson und Bill Hansard für die Fernsehserie Das ist meine Welt